# Hidaka (provincie)

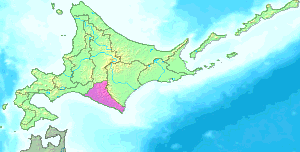
Kaart met de locatie van Hidaka op Hokkaido

Hidaka (日高国, -no kuni) is een voormalige provincie van Japan, gelegen in de huidige prefectuur Hokkaido. Het kwam overeen qua gebied, met de huidige subprefectuur Hidaka. De provincie heeft slechts kort bestaan, van 1869 tot 1882.

## Geschiedenis
- 15 augustus, 1869 De provincie Hidaka wordt opgericht met 7 districten
- 1872 Een census schat de bevolking op 6.574
- 1882 De provincie wordt opgenomen in de prefectuur Hokkaido.

## Districten
- Saru (沙流郡)
- Niikappu (新冠郡)
- Shizunai (静内郡)
- Mitsuishi (三石郡)
- Urakawa (浦河郡)
- Samani (様似郡)
- Horoizumi (幌泉郡)

Aki · Awa (Kanto) · Awa (Shikoku) · Awaji · Bingo · Bitchu · Bizen · Bungo · Buzen · Chikugo · Chikuzen · Chishima · Dewa · Echigo · Echizen · Etchu · Fusa · Harima · Hi · Hida · Hidaka · Higo · Hitachi · Hizen · Hoki · Hyuga · Iburi · Iga · Iki · Inaba · Ise · Ishikari · Iwaki (718) · Iwaki (1868) · Iwami · Iwase · Iwashiro · Iyo · Izu · Izumi · Izumo · Kaga · Kai · Kawachi · Kazusa · Keno · Kibi · Kii · Kitami · Koshi · Kozuke · Kushiro · Mikawa · Mimasaka · Mino · Musashi · Mutsu · Nagato · Nemuro · Noto · Oki · Omi · Oshima · Osumi · Owari · Rikuchu · Rikuzen · Riukiu · Sado · Sagami · Sanuki · Satsuma · Settsu · Shima · Shimōsa · Shimotsuke · Shinano · Shiribeshi · Suo · Suruga · Suwa · Tajima · Tamba · Tane · Tango · Teshio · Tokachi · Tosa · Totomi · Toyo · Tsukushi · Tsushima · Ugo · Uzen · Wakasa · Yamashiro · Yamato · Yoshino